# Cadwaladr
Cadwaladr ap Cadwallon (c. 633 - 682) (en latín, Catuvelladurus; en inglés, Cadwallader), también conocido como Cadwaladr Fendigaid (el Bendito) fue un rey galés del Reino de Gwynedd. Es considerado por los cronistas de Gales como el mayor de los reyes británicos de todos los tiempos. Geoffrey de Monmouth lo menciona en su Historia Regum Britanniae como el último de los reyes míticos de Gran Bretaña. 
El dragón rojo (y Ddraig Goch en galés), símbolo tradicional del país, que aparece mencionado en el Mabinogion, la Historia Brittonum y las historias de Geoffrey de Monmouth, fue erróneamente asociado a Cadwaladr desde el ascenso de Enrique VII, e incluso llegó a ser llamado "El dragón rojo de Cadwaladr". Esta asociación no tiene ninguna fuente histórica y es de índole tradicional. 
Cadwaladr era hijo de Cadwallon ap Cadfan. Todavía era un niño cuando su padre fue asesinado por el ejército de Oswaldo de Northumbria en la batalla de Heavenfield y Cadafael ascendió al trono del Reino de Gwynedd. Fue educado en el extranjero, probablemente en Irlanda, Inglaterra o en un reino galés vecino. Reemplazó a Cadafael, probablemente alrededor de 655, pero sin estar claro bajo que circunstancias. En 658 dirigió una expedición infructuosa contra los sajones occidentales en Somerset. Para muchos, Cadwaladr fue el último rey galés que efectuó una contraofensiva seria contra los anglosajones que habían conquistado el este de las islas británicas desde la caída del Imperio romano. Quizás por ese motivo, Geoffrey de Monmouth le eligió para clausurar su crónica de los reyes de Gran Bretaña.
Tras estas acciones militares, parece ser que Cadwaladr se dedicó a asuntos internos de su reino. Estableció diversas fundaciones religiosas en Gwynedd y se labró una importante reputación como gobernante devoto y piadoso, por lo que tras su muerte, la iglesia galesa le consideró como un santo.
Según los Annales Cambriae, Cadwaladr falleció de peste en el año 682, pero algunas fuentes sugieren que fue víctima de una epidemia en una fecha anterior, alrededor de 663 o 664. Le sucedió Idwal Iwrch.